# Drassodes auriculoides
Drassodes auriculoides är en spindelart som beskrevs av Barrows 1919. Drassodes auriculoides ingår i släktet Drassodes och familjen plattbuksspindlar. Inga underarter finns listade i Catalogue of Life.